# Frontier Psychiatrist
Frontier Psychiatrist – singel australijskiego zespołu The Avalanches z ich albumu Since I Left You. Został wydany 21 sierpnia 2000 roku. Dotarł do 18. miejsca brytyjskiej listy przebojów.
Utwór oparty jest wyłącznie na samplach z następujących źródeł: „My Way of Life” Enoch Light Singers, skeczu Fronier Psychiatrist kanadyjskiego duetu Wayne and Shuster, filmu Ployester Johna Watersa, fragment uwertury Maurice’a Jarre’a z filmu Lawrence z Arabii. Tylko 2 pierwsze sample są podane w książeczce z albumu, pozostałych nie podano. W utworze pojawia się również scratching wykonywany przez turntablistę zespołu, Dextera Fabaya.

## Powstanie
Jak przyznają twórcy, piosenka nie była wcześniej planowana i powstała, gdy zespół pracował w studio. Członkowie zespołu Robbie Chater i Darren Seltmann spędzili miesiące, szukając w sklepach muzyczny w Melbourne odpowiednich sampli. Keyboardzista Dexter Fabay, poproszony o nagranie scratchy, odegrał istotną rolę w tworzeniu piosenki.

## Teledysk
Teledysk, wyreżyserowany przez Kuntza i Maguire’a, przedstawia ludzi wykonujących dialogi bądź grających na instrumentach, które zostały zsamplowane. Otrzymał on kapitalne recenzje. Magazyn Pitchfork Media umieścił wideoklip na 19. miejscu najlepszych teledysków dekady.

## Lista utworów[2]
Wszystkie utwory napisali Robbie Chater, Tony Diblasi, Dexter Fabay, Bert Kaempfert, Gordon McQuilten, Herbert Rehbein, Darren Seltmann i Carl Sigman, wyjątki w nawiasach.
- Australia CD maxi single

1. „Frontier Psychiatrist” – 4:49
2. „With My Baby” (Chater, Seltmann)[3]) – 4:38
3. „Frontier Psychiatrist” (Mario Caldato’s 85% Mix) – 4:00
4. „Frontier Psychiatrist” (85% Instrumental) – 4:03

- UK 12" single

Strona pierwsza
1. „Frontier Psychiatrist” – 4:49

Strona druga
1. „Frontier Psychiatrist” (Mario Caldato’s 85% Mix) – 4:00
2. „Frontier Psychiatrist” (85% Instrumental) – 4:03

- UK CD maxi single 1

1. „Frontier Psychiatrist” (radio edit)
2. „Slow Walking” (Chater, Diblasi, McQuilten, Seltmann[4])
3. „Yamaha Superstar” (Chater, Diblasi, McQuilten, Seltmann[4])

- UK CD maxi single 2
US 12" single

1. „Frontier Psychiatrist” – 4:57
2. „Frontier Psychiatrist” (Mario Caldato’s 85% Mix) – 4:04
3. „Frontier Psychiatrist” (85% Instrumental) – 4:02

Uwagi
- „Frontier Psychiatrist” zawiera elementy z „Frontier Psychiatrist” napisanego przez Johna Roberta Dodsona.
- „Frontier Psychiatrist” ucieleśnia fragment z „My Way of Life”.

## Autorzy i personel
Personel
- Bobbydazzler (Robbie Chater id Darren Seltmann) – producent, miksowanie, aranżacja
- Robbie Chater – producent, miksowanie, aranżacje, songwriter, operator samplerów Yamaha Promix 01 and Akai S2000
- Tony Diblasi – songwriter
- Dexter Fabay – songwriter, turntablizm
- Bert Kaempfert – songwriter
- Mike Marsh (Mike’s) – mastering
- Gordon McQuilten – songwriter
- Herbert Rehbein – songwriter
- Darren Seltmann – producent, miksowanie, aranżacje, songwriter, operator samplerów Yamaha Promix 01 and Akai S2000
- Carl Sigman – songwriter

Zaadaptowane z książeczki dołączonej do albumu.